# Kuzman Kapidan
Kuzman Kapidan (bolgarsko Кузман Капитан makedonsko Кузман Капидан) ali Kuzman Karamak ali Vojvoda Kuzman ali Kuzman Kareman je priljubljen legendarni junak bolgarske, kasneje pa makedonske epske poezije. Njegov lik temelji na zgodovinski osebi, ki je bil sprva hajduk, nato pa - serdar v službi Dželadin-beja (albansko Xheladin bej Ohri), guvernerja Ohridskega kaza na začetku 19. stoletja.  Premagal je tolpe roparjev Osmana Mure in Derviša Mucha. Po nekaterih legendah so ga zastrupili sovražniki, po drugih pa je bil ubit v bitki. Njegov boj proti razbojnikom je bil še vedno dejaven med Makedonci v 20. stoletju, zlasti v regiji Debar, od koder je deloval in od koder je domnevno izviral. Spomini nanj se vrstijo v številnih epskih pesmih, med drugim v nagrajeni pesnitvi O Armatolosu, ki jo je napisal bolgarski pesnik Grigor Parlichev v 19. stoletju.

## Zgodovinsko ozadje
Na začetku 19. stoletja je Ohridsko območje pripadalo Osmanskemu cesarstvu, ki je imelo status kaze na Ohrijskem sandžku. Guverner sandžaka je bil Dželadin-bey, ki je moral vzdrževati ravnovesje med osmansko porto na eni strani in Ali-pašo, vodjo roparskih napadov v sosednjem Yanhalovem pašaluku. Roparkse skupine Ali Paše so pogosto oropale sosednja ozemlja, vključno z ozemljem, ki je bilo pod nadzorom Dželadin-beya. Dželadin-bey je pripadal vplivni skupini osmanskih uradnikov na zahodnem Balkanu, ki so se uprli reformam, da bi zaščitili svoje imetje, ki so ga prisilno zaplenili od drugih ljudi. Tako je Dželadin-bey "zaslužil" okoli 100 čiflikov na ozemlju kaze, ki ga je nadziral. Da bi se bolje upirali Osmanskemu cesarstvu so morali zbrati lokalne kristjane, da bi svojim rednim vojaškim silam pomagali varovati gorske prelaze proti Albaniji. Ko je Kuzman umrl, je njegov sin Đore podedoval njegov položaj in še naprej varoval njihovo kazo s svojimi silami, ki so jih sestavljali Albanci in makedonski Slovani.